# Phototrophie

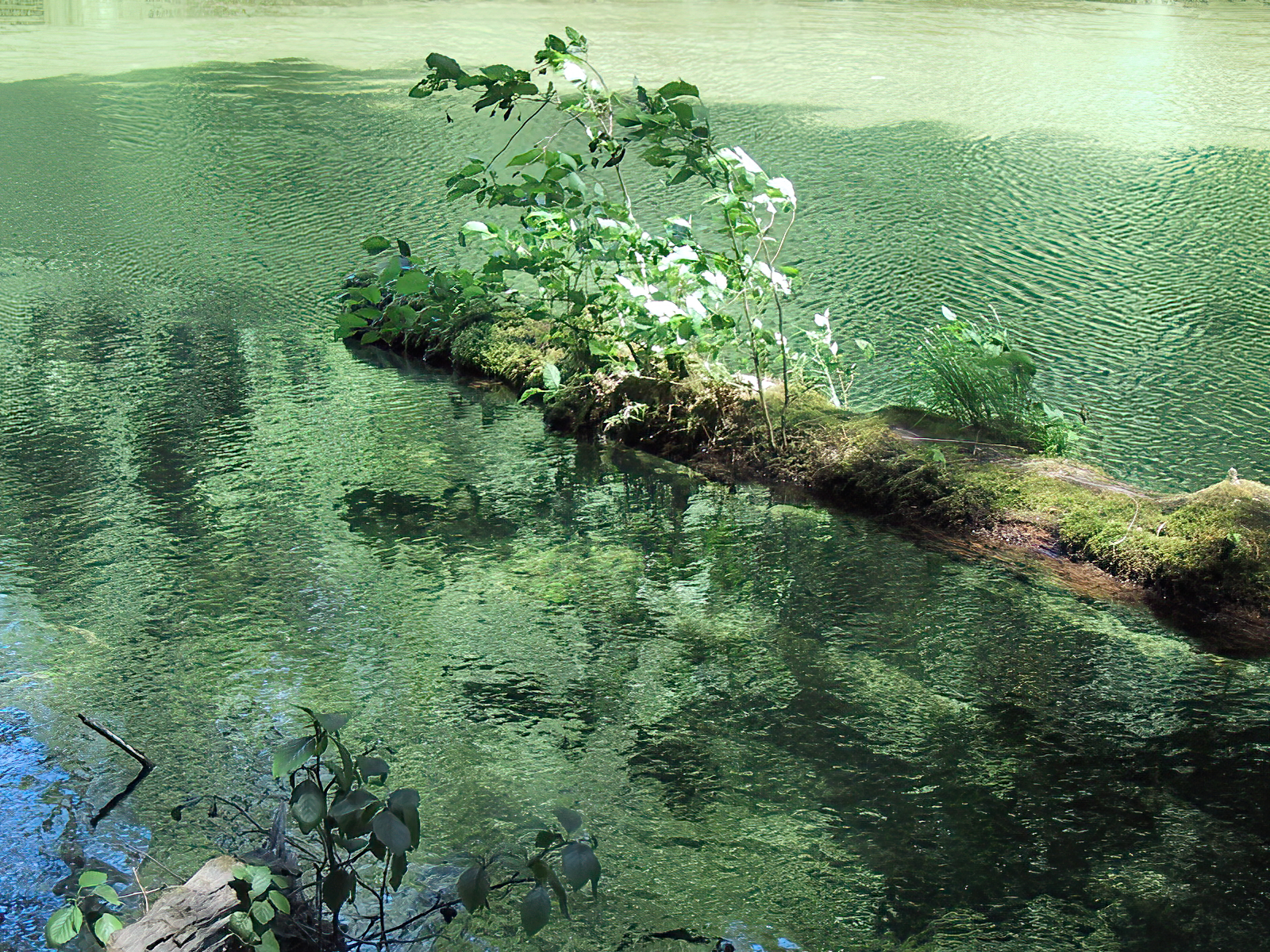
Phototrophes terrestre et aquatique : les plantes poussent sur un tronc mort flottant dans une eau riche en algues.

La phototrophie (du grec ancien φωτός, photos « lumière » et τροϕή, trophein « nourriture ») est le type trophique des organismes vivants qui tirent leur énergie à partir de la lumière, par photosynthèse ou grâce à des protéines comme les bactériorhodopsines. Le phototrophe qualifie un organisme autotrophe disposant de cette capacité de phototrophie. 

La phototrophie n'est pas le seul mode de vie autotrophe. La chimiotrophie est un mode caractéristique des organismes qui tirent leur énergie de la transformation de molécules.
Ce type se distingue de l'hétérotrophie, nécessité pour un organisme de se nourrir de constituants organiques préexistants.

## Mécanisme
Le mécanisme de la photosynthèse implique l'existence d'un donneur d'électrons, un réducteur afin de réduire le « carbone minéral », (se présentant essentiellement sous forme de CO2) en « carbone organique ». 

Selon la nature de ce donneur, on distingue deux sous-classes de phototrophes : les photolithotrophes, où le donneur d'électrons est une molécule « minérale », par exemple H2O, H2S ou H2 ; et les photoorganotrophes, chez qui le donneur d'électrons est une molécule « organique ».

## Rôle évolutif majeur: la sortie des eaux
Les principaux groupes de phototrophes pour le carbone, procaryotes ou eucaryotes, sont apparus en milieu marin. L'établissement de symbioses a permis d'apporter des solutions et d'effectuer un saut macroévolutif pour conquérir le milieu terrestre plus hostile. Diverses associations mutualistiques (lichens, mycophycobioses, mycorhizes) ont été simultanément ou successivement utilisées.